# Черно ливадарче
Черно ливадарче (Saxicola caprata) е вид птица от семейство Мухоловкови (Muscicapidae).

## Разпространение
Видът е разпространен в Афганистан, Бангладеш, Виетнам, Индия, Индонезия, Иран, Източен Тимор, Камбоджа, Китай, Казахстан, Лаос, Малайзия, Мианмар, Непал, Обединените арабски емирства, Пакистан, Папуа Нова Гвинея, Таджикистан, Тайланд, Туркменистан, Узбекистан, Филипините и Шри Ланка.